# 島津久雄
島津 久雄（しまづ ひさたか）は、江戸時代前期の大名。日向国佐土原藩3代藩主。

## 生涯
寛永10年（1633年）、日向国佐土原藩2代藩主・島津忠興の子として佐土原で誕生する。
寛永14年（1637年）、父・忠興の死去により跡を継いで佐土原藩3代藩主となる。ところが幼少であったため、しばらくは家臣が政務を代行し、同年の島原の乱でも家臣が軍勢を率いて出陣した。
治世においては明暦元年（1655年）に検地を実施するなど藩政の基礎固めを行なった。しかし、承応2年（1653年）の城下町の火事、明暦3年（1657年）の江戸大火（明暦の大火）による江戸藩邸焼失、寛文2年（1662年）9月の領内大地震、寛文3年（1663年）の旱魃など多難を極め、それに伴う出費も重なり藩財政は破綻寸前となった。
そのような中で、同年12月2日に死去。跡を長男・忠高が継いだ。享年31。

## 系譜
父母
- 島津忠興（父）
- 丹生氏 ー 正室（母）

正室、継室
- 御満、徳雲院 ー 島津光久の長女（正室）
- 島津光久の養女 ー 基多村久茂[1]の娘（継室）

子女
- 島津忠高（長男）生母は徳雲院（正室）